# Classe (biologie)
Pour les articles homonymes, voir Classe.

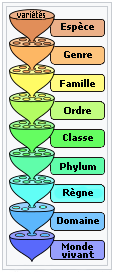
Principaux rangs taxinomiques.

En biologie, la classe est le troisième niveau de la classification classique (c’est-à-dire n’utilisant pas la notion de distance génétique) des espèces vivantes (voir systématique).
Par exemple, selon la classification des biologistes Ruggiero et al. (2015), les sept règnes du vivant sont constitués de 352 classes.

## Terminaisons latines indiquant le rang
Le nom des classes se termine par le suffixe -opsida chez les plantes, -phyceae chez les algues et -mycetes chez les champignons.

Pour le règne animal, des suffixes par défaut sont seulement mis en place en dessous du rang de super-famille (ICZN article 27.2).
Exemples :
- animal : Aves (oiseaux), Mammalia (mammifères), Reptilia (reptiles), Actinopterygii (poissons à nageoires rayonnées)
- végétal (plante) : Liliopsida (monocotylédones), Magnoliopsida (Dicotylédone), Pinopsida, Lycopodiopsida.
- champignon : Myxomycetes (myxomycètes), Acrasiomycetes (acrasiomycètes)
- algue : Chlorophyceae (chlorophycées)

## Autres rangs taxonomiques
Les rangs taxonomiques utilisés en systématique linnéenne pour indiquer la hiérarchie entre les taxons nommés dans la classification du monde vivant sont les suivants (par ordre décroissant) :
- Super-règne, Empire, Domaine (Superregnum, Imperium, Dominium)
- Règne (Regnum)
- Sous-règne (Subregnum)
- Rameau (Ramus, « branch » en anglais)
- Infra-règne (Infraregnum)
  - Super-embranchement, Super-division (Superphylum, Superdivisio)
  - Embranchement, Division (Phylum, Divisio)[b]
  - Sous-embranchement, Sous-division (Subphylum, Subdivisio)
  - Infra-embranchement (Infraphylum)
  - Micro-embranchement (Microphylum)
    - Super-classe (Superclassis)
    - Classe (Classis)
    - Sous-classe (Subclassis)
    - Infra-classe (Infraclassis)
      - Super-ordre (Superordo)
      - Ordre (Ordo)
      - Sous-ordre (Subordo)
      - Infra-ordre (Infraordo)
      - Micro-ordre (Microordo)
        - Super-famille (Superfamilia)
        - Famille (Familia)
        - Sous-famille (Subfamilia)
        - Super-tribu (Supertribus)
        - Tribu (Tribus)
        - Sous-tribu (Subtribus)
          - Genre (Genus)
          - Sous-genre (Subgenus)
          - Section (Sectio)
          - Sous-section (Subsectio)
            - Espèce (Species)
            - Sous-espèce (subspecies) – dernier rang zoologique officiel[c]
            - Variété (varietas) – race étant un rang zoologique informel[c]
            - Sous-variété (subvarietas) – sous-race étant un rang zoologique informel[c]
            - Forme (forma) dernier rang en mycologie – forme étant un rang zoologique informel
            - Sous-forme (subforma)